# Barrage de New Melones
Le barrage de New Melones est un barrage sur le Stanislaus situé en Californie aux États-Unis. Le barrage a créé le lac New Melones.